# Tarentola gigas
Espèce
Synonymes
- Ascalabotes gigas Bocage, 1875
- Tarentola delalandii gigas (Bocage, 1875)
- Tarentola borneensis gigas (Bocage, 1875)
- Tarentola borneensis Joger, 1993

Statut de conservation UICN

 EN B1ac(iv)+2ac(iv) : En danger
Tarentola gigas est une espèce de geckos de la famille des Phyllodactylidae.

## Répartition
Cette espèce est endémique des îles du Cap-Vert. Elle se rencontre sur les îles de Branco, de São Nicolau et de Raso.

## Liste des sous-espèces
Selon The Reptile Database (15 février 2013) :
- Tarentola gigas brancoensis Schleich, 1984
- Tarentola gigas gigas (Bocage, 1875)

## Philatélie
Cette espèce a été représentée sur deux timbres du Cap-Vert en 1986, figurant l'un la sous-espèce brancoensis, endémique de l'île Branco, l'autre la sous-espèce gigas de l'île Raso.

## Publications originales
- Bocage 1875 : 2. Sur deux reptiles nouveaux de l’Archipel du Cap-Vert. Jornal de Sciencias Mathematicas, Physicas e Naturaes, Lisboa, vol. 5, p. 108-112 (texte intégral).
- Schleich, 1984 : Die Geckos der Gattung Tarentola der Kapverden (Reptilia: Sauria: Gekkonidae). Courier Forschungsinstitut Senckenberg, vol. 68, p. 95-106.